# Oshwe
Oshwe est une localité, chef-lieu de territoire de la province du Mai-Ndombe en république démocratique du Congo.

## Géographie
Située sur la rive gauche de la Lukenie, elle est desservie par les routes RP208 et RS212 au sud-est du chef-lieu provincial Inongo.

## Administration
Chef-lieu de territoire de 8 493 électeurs enrôlés pour les élections de 2018, la localité a le statut de commune rurale de moins de 80 000 électeurs, elle aura 7 conseillers municipaux.

## Population
Le recensement de la population date de 1984,.
| 1984 | 2004   | 2012   |
| ---- | ------ | ------ |
| -    | 18 769 | 22 576 |